# Телеведущий 2: И снова здравствуйте
«Телеведущий 2: И снова здравствуйте» (англ. Anchorman 2: The Legend Continues) — кинокомедия режиссёра Адама Маккея.

## Сюжет
Популярнейший дуэт телеведущих Сан-Диего 70-х годов, Рона Бургунди, и его жену Веронику Корнингстоун приглашают на центральное ТВ в Нью-Йорк, но счастье Рона оказывается недолгим — Веронику повышают, а его увольняют. Их брак распался, и Рон вынужден подрабатывать аниматором в аквапарке, но и оттуда его выгоняют за пьянство и скандалы. Личный и профессиональный крах кажется неизбежным, но тут Рон получает заманчивое предложение стать ведущим на новом 24-часовом новостном канале GNN… Вернуться на теле-Олимп ему будет помогать его верная новостная команда — спортивный обозреватель Чемп, специалист по журналистским расследованиям Брайан Фонтана, и синоптик Брик, а также трэш-новости: погони, сенсации, знаменитости, ура-патриотизм. А ставить подножки, в прямом и переносном смысле, будет нахальный телеведущий-звезда Джек Лайм.
```
сформирован нейро-яндекс К.А.Б. 13.02.2025
```

Некогда популярный телеведущий новостей в Сан-Диего, Рон Бургунди, решает возобновить карьеру в Нью-Йорке. Мужчина перебирается в Большое Яблоко вместе с женой и сыном. Однако всё складывается не так радужно, как он ожидал: должность телеведущего отдают супруге Веронике, а самого Рона увольняют. 
Он едва сводит концы с концами, проводя шоу в дельфинарии. Не выдерживая такого унизительного положения, Рон пытается повеситься. Именно в этот момент его и находит продюсер GNN. На телеканалы выходит новый проект с круглосуточным вещанием новостей, поэтому мужчина предлагает место ведущего и весьма неплохую зарплату. Также Рон должен собрать команду профессионалов. 
Герой тотчас отправляется на поиски своих старых друзей. Брайана он застаёт за фотографированием кошек для модных журналов, Чамп открыл ресторан, где спихивает посетителям под видом курицы мясо жареной летучей мыши, а Брик и вовсе считает себя умершим. Все ребята со странностями, однако это не помешает поднять рейтинг нового телеканала. 
Только вот с Роном случается беда: мужчина ослеп. После удачной операции герой снова возвращается на работу. Но только теперь он осознаёт всю важность семьи и жертвует карьерой ради того, чтобы больше уделять времени ребёнку. 
Вместе с закадычными друзьями, Рон проучил банду Джека Лайна, напавшую на него в парке. Ребята празднуют победу на свадьбе Брика.

## В ролях
- Уилл Феррелл — Рон Бургунди
- Кристина Эпплгейт — Вероника Корнигстоун
- Пол Радд — Брайан Фонтана
- Стив Карелл — Брик Темленд
- Дэвид Кокнер — Чемпион «Чемп» Кайнд
- Дилан Бейкер — Шапп
- Миган Гуд — Линда
- Джуда Нельсон — Валтер
- Джеймс Марсден — Джек
- Грег Киннер — Герри
- Джошуа Лосон — Альенде
- Кристен Уиг — Чани
- Фред Уиллард — Эд
- Крис Парнелл — Гат
- Харрисон Форд — Мак Таннен
- Джун Рафаэль — босс Чанни
- Дрейк — фанат Рона Бургунди
- Винс Вон — Вес Ментут

### Актёры телевидения
- Саша Барон Коэн — ведущий BBC News Service
- Джим Керри — Скотт Райлс, ведущий канадских новостей
- Марион Котийяр — ведущая франкоканадских новостей
- Кирстен Данст — Эль Трусиас, дива правосудия
- Уилл Смит — Джефф Беллингтон, репортер ESPN
- Тина Фей — Джилл Дженсон, ведущая новостей шоу-бизнеса
- Эми Полер — Уэнди ван Пил, ведущая новостей шоу-бизнеса
- Уильям Фраска — фоторепортер
- Лиам Нисон — ведущий новостей History
- Джон С. Рейли — призрак генерала Томаса Джексона
- Канье Уэст — Уэсли Джексон, ведущий MTV News

## Награды и номинации
| Награды и номинации | Награды и номинации             | Награды и номинации | Награды и номинации | Награды и номинации |
| Награда             | Категория                       | Номинант | Результат           |                     |
| ------------------- | ------------------------------- | --- | ------------------- | ------------------- |
| Кинонаграда MTV     | Лучший бой                      | Уилл Феррелл, Пол Радд, Дэвид Кокнер и Стив Карелл против Джеймса Марсдена против Саши Барона Коэна против Канье Уэста против Тины Фей и Эми Полер против Джима Керри и Марион Котийяр против Уилла Смита против Лиама Нисона и Джона Си Рейли против Грега Киннира | Номинация           |                     |
| Кинонаграда MTV     | «Лучшая роль камео»             | Эми Полер и Тина Фей | Номинация           |                     |
| Кинонаграда MTV     | «Лучший момент „Что за хрень?“» | Стив Карелл, Уилл Феррелл, Пол Радд и Дэвид Кокнер (The RV Crash) | Номинация           |                     |
| «Империя»           | «Лучшая комедия»                | | Номинация           |                     |